# لیلی‌استاد

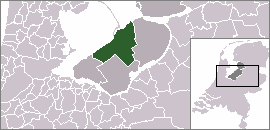
محل بخش لیلی‌استاد بر روی نقشه هلند

لِیلی‌اِستاد (به زبان هلندی: Lelystad) شهری است در مرکز کشور هلند.
شهر لیلی‌استاد با ۷۰٬۶۹۸ نفر جمعیت (سال ۲۰۰۵) مرکز استان فلیوولاند است و در بخشی به نام بخش لیلی‌استاد قرار گرفته‌است.
این شهر که بر روی زمین‌های خشک شده از دریا ساخته شده در سال ۱۹۶۷ بنیاد شد و به نام مهندس کورنلیس لِیلی، لیلی‌استاد به معنی «شهر لیلی» نامیده شد. مهندس لیلی طراح سد دریابند دریای جنوبی بود و همین سد بود که ساخته شدن این شهر را ممکن ساخت.
شهر لیلی‌استاد حدوداً ۵ متر در زیر سطح دریاهای آزاد قرار گرفته‌است.

## بخش لیلی‌استاد
لیلی‌استاد از نظر مساحت بزرگ‌ترین بخش (شهرداری) هلند است. هرچند قسمت بزرگی از آن را دو دریاچه مارکِرمیر و اَیسِلمیر فرا گرفته‌است.
قسمت بزرگ دیگر این بخش را پارک طبیعی معروفی به نام اوستفاردرس‌پلاسن تشکیل می‌دهد. این بوستان زمانی که پُلدِر «فلیوولاند جنوبی» از دریا خشک شد به‌طوری خودجوش به وجود آمد.
در پیرامون شهر لیلی‌استاد جنگل، پارک و زمین کشاورزی قرار دارد.

## گردشگری
مناطق گردشی لیلی‌استاد عبارت‌اند از:
- کشتی باتاویا، ساخته‌شده از روی یک کشتی سده هفدهم در باتاویا.
- مرکز خرید روباز باتاویا
- ناوگان هانزه‌اِستاد ناوگانی از کشتی‌های بادبانی
- پارک طبیعی لیلی‌استاد
- آوویودروم، پارک هوانوردی ملی